# 6753 Fursenko
6753 Fursenko este un asteroid din centura principală de asteroizi.

## Descriere
6753 Fursenko este un asteroid din centura principală de asteroizi. A fost descoperit pe 14 septembrie 1974 la Observatorul de Astrofizică din Crimeea de Nikolai Cernîh. El prezintă o orbită caracterizată de o semiaxă mare de 2,25 ua, o excentricitate de 0,14 și o înclinație de 3,0° în raport cu ecliptica.